# Shusaku Hirasawa
Shusaku Hirasawa (平沢 周策, Hirasawa Shusaku, Akita, 5 maart 1949) is een Japans voormalig voetballer die als middenvelder speelde.

## Clubcarrière
In 1964 ging Hirasawa naar de Akita Commercial High School, waar hij in het schoolteam voetbalde. Nadat hij in 1967 afstudeerde, ging Hirasawa spelen voor Hitachi. Met deze club werd hij in 1972 kampioen van Japan. Hirasawa veroverde er in 1972 en 1975 de Beker van de keizer in 1976 de JSL Cup. In 12 jaar speelde hij er 160 competitiewedstrijden en scoorde 20 goals. Hirasawa beëindigde zijn spelersloopbaan in 1978.

## Japans voetbalelftal
Shusaku Hirasawa debuteerde in 1972 in het Japans nationaal elftal en speelde 11 interlands, waarin hij 1 keer scoorde.

## Statistieken
| Japans voetbalelftal | Japans voetbalelftal | Japans voetbalelftal |
| Jaar                 | Wed.                 | Dlp.                 |
| -------------------- | -------------------- | -------------------- |
| 1972                 | 2                    | 0                    |
| 1973                 | 4                    | 1                    |
| 1974                 | 5                    | 0                    |
| Totaal               | 11                   | 1                    |